# Neotaoizm
Neotaoizm – nurt filozoficzny, odmiana taoizmu, rozwijający się w okresie od III do IV wieku. W języku chińskim nosi nazwę xuanxue, czyli ciemna nauka (rozumiane jako tajemna, głęboka). 
Neotaoiści koncentrowali się na studiach nad Daodejing, Zhuangzi i Księgą Przemian. Konfucjusza uważali za największego mędrca, znali i poważali niektóre z klasycznych pism konfucjańskich, choć interpretowali je w duchu taoizmu. Za cel stawiali sobie nadanie tekstom konfucjańskim nowych znaczeń w oparciu o pojęcia taoistyczne oraz przeinterpretowanie taoizmu w duchu społeczno-moralnej doktryny konfucjanizmu. Nawiązywali także do dociekań szkoły nazw, skoncentrowanych wokół wykraczania poza kształty i cechy (rozważania na temat nazwy, rzeczywistości i ich wzajemnych stosunków).
Głównymi teoretykami neotaoizmu byli Wang Bi, He Yan i Guo Xiang.